# 一噸碳挑戰
一噸碳挑戰（英文：The One-Ton Challenge）為加拿大政府在2004年3月向全加拿大國民發起的活動，目的是每年減少一噸的溫室氣體排放量，預估減少的量約為當時加拿大溫室氣體排放總量的20%，將可協助加國達到京都議定書的減量目標。加國政府由自由黨主政的2003年至2006年間，通過4億5000萬加元的經費來挹注為此計劃。
官方的一噸碳挑戰在保守黨獲得政權後，自2006年4月停止對此計劃的資助，主要理由為加拿大的審計單位發現，此計畫多數內容花費效益太低，但真正的原因是這計劃由自由黨推出，而當時保守黨氣候轉變的立場是不聞不問，並極力反對此類計劃。爾後有民間團體將此計劃重新包裝為線上教案。

## 策略

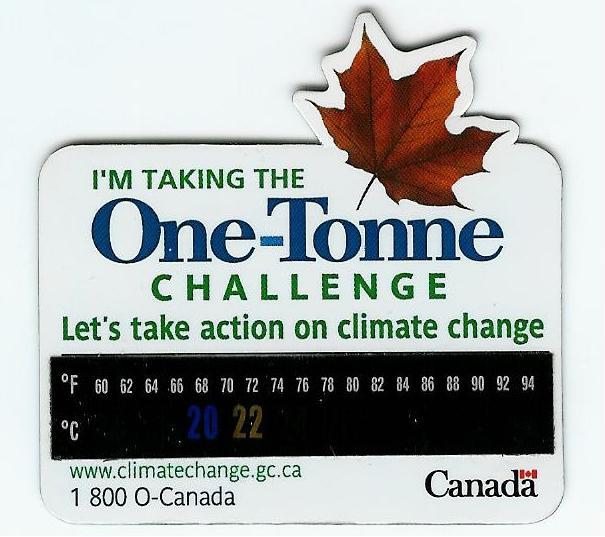
政府宣傳贈品

加國政府邀請喜劇演員瑞克·莫瑟（Rick Mercer）拍攝電視與平面廣告做為宣導之用，廣告中莫瑟以加拿大人都喜歡接受挑戰為號召。
透過宣導，政府呼籲加拿大人落實以下的事項：
- 多搭大眾運輸工具
- 減少讓汽車空轉
- 使用自動恆溫控制裝置
- 以填縫材料密封窗戶以免空調外溢
- 回收有機廚餘
- 支持綠色能源
- 省電節水
- 購買有能源之星的電子產品
- 落實回收

除此之外，此計畫亦協助部份相關的科技研究。